# Porpomyces
Porpomyces — рід грибів родини Hydnodontaceae. Назва вперше опублікована 1982 року.